# Gheorghe Duca
Gheorghe Duca (n. 1620 – d. 31 martie 1685, Lwów, Coroana Regatului Poloniei⁠(d), Polonia-Lituania) a fost domn al Moldovei de trei ori: septembrie 1665 – mai 1666; noiembrie 1668 – 10 august 1672; noiembrie 1678 – 25 decembrie 1683 și al Țării Românești: noiembrie/decembrie 1674 – 29 noiembrie 1678. În 1680, otomanii îl numesc hatman al Ucrainei.

## Domnii

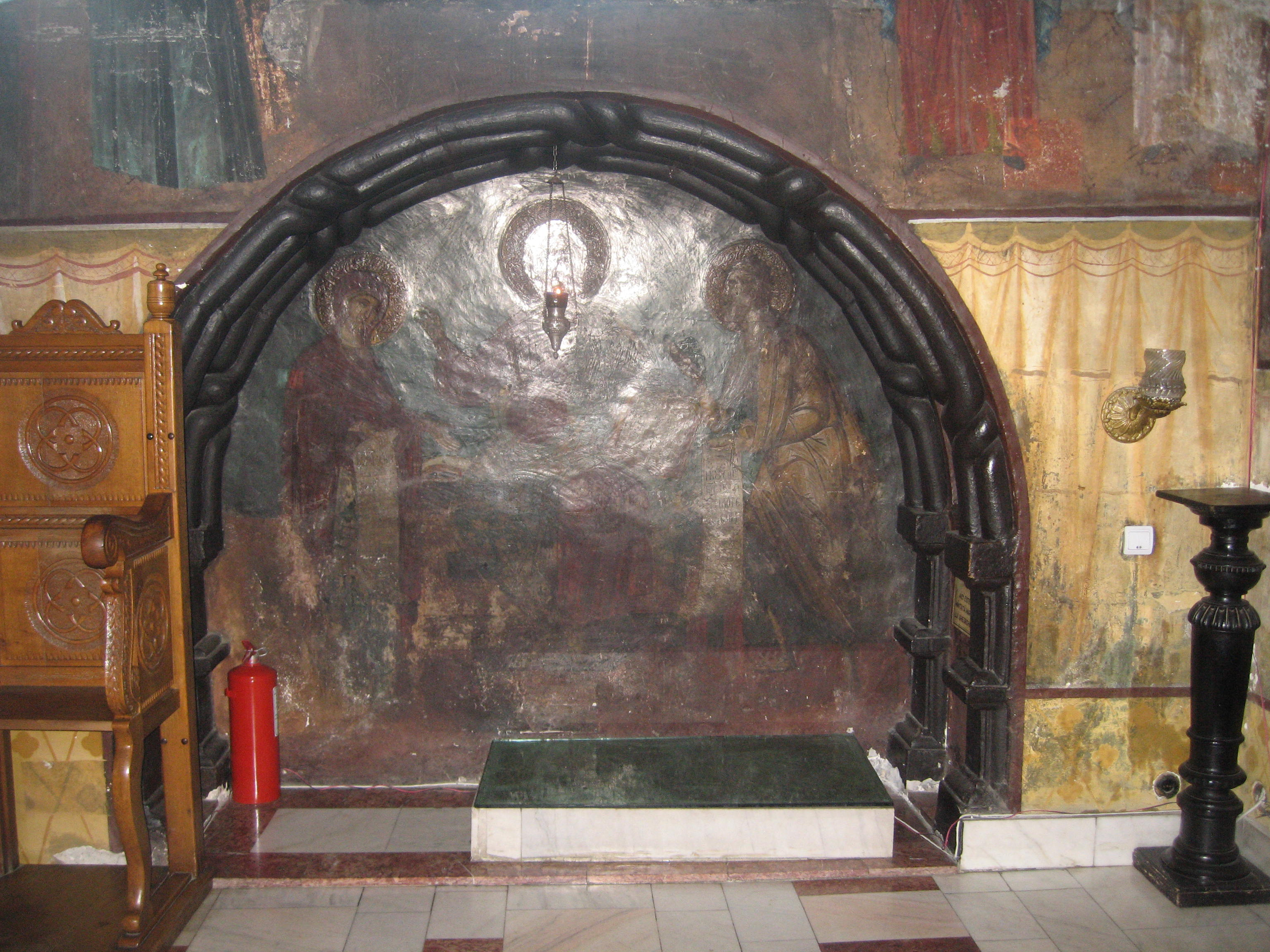
Nișa din partea sudică a pronaosului Mănăstirii Cetățuia din Iași, unde se află mormântul lui Gheorghe Duca și al fiicei sale, Maria.

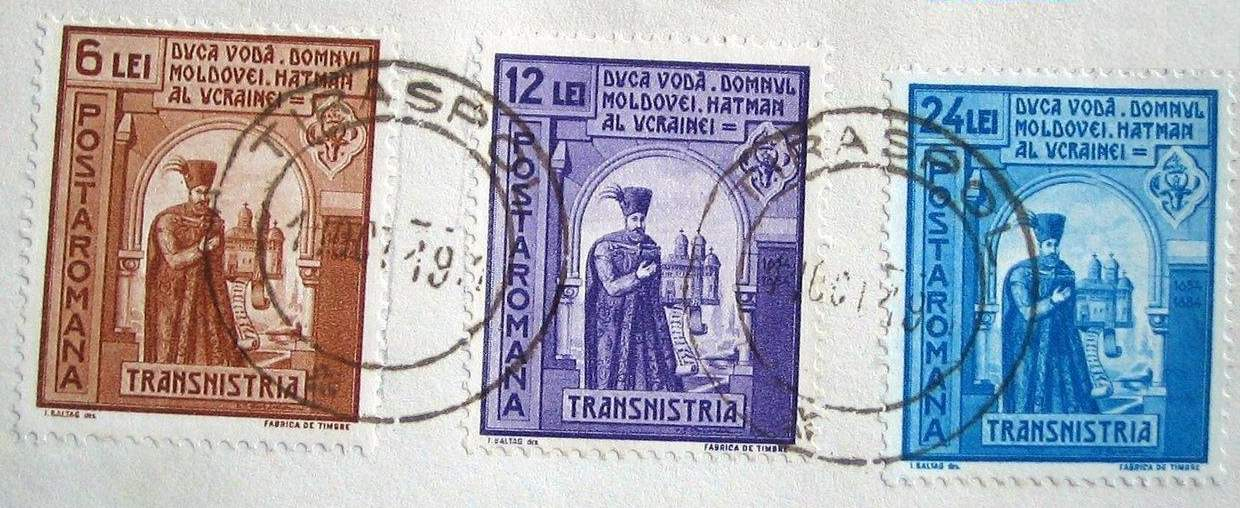
Mărci poștale românești de la sfârșitul anului 1941, dedicate Transnistriei. Pe imagine: Duca Vodă - Domn al Țării Moldovei, al Țării Românești și hatman al Ucrainei

De neam grec și de origine modestă, dar crescut în casa voievodului Vasile Lupu (1595-1661), vine pe tronul Moldovei pentru prima dată după moartea lui Eustatie Dabija (? - 1665) în septembrie 1665, datorită susținerii soacrei sale, Dafina Doamna, și a Cupăreștilor. Nu a domnit mult, deoarece a fost pârât pe nedrept otomanilor, din răutate, și în consecință a fost mazilit. 
În 1668, după domnia lui Alexandru Iliaș (c. 1635 – 1675), cu mari cheltuieli redobândește tronul. De această dată, pornește un șir de dăjdii (dări) care sărăcesc cumplit țara, ceea ce dezlănțuie în octombrie 1671, răscoala lui Mihalcea Hâncu. Răscoala a fost cu greu potolită, în 1672, cu ajutor turco-tătar. În cele din urmă, Duca îl nemulțumește pe sultanul venit în persoană, pentru războiul cu polono-lituanienii de la Camenița, în chestiunea Zaharelelor, fiind aproape să-și piardă chiar viața. Este înlocuit la domnie în 1672 cu Ștefan Petriceicu. 
După doi ani, prin mijlocirile Cantacuzineștilor din Țara Românească, Duca este numit domn în 1674, în Țara Românească. La început totul pare să fie pe placul Cantacuzineștilor, însă sunt neglijați din ce în ce mai mult, astfel încât relația dintre ei și domnitor se răcește și duc la înlocuirea lui în 1678 cu Șerban Cantacuzino. 
Duca este mutat în Moldova, unde este numit în domnie pentru a treia oara în noiembrie 1678, în locul lui Antonie Ruset. Se poartă mai bine pentru ceva timp, cu scopul de a înșela aparențele, dar în cele din urmă dă frâu liber pornirilor sale avare, urcă dările, dar născocește și altele noi, cu scopul de a acoperi cheltuielile pentru nunta fiicei sale, dar și pentru a mijloci dobândirea domniei Ucrainei căzăcești, pe care o luaseră de curând otomanii. Drept recompensă, otomanii îl numesc, în 1680, hatman al Ucrainei, având curțile peste Nistru, la Nemirov, pe Bug, și la Țigănauca, în fața Sorocii. Se încearcă și un complot împotriva lui, dar nu reușește. 
În aprilie 1683, merge la Viena pentru a-i ajuta pe turci la asediul cetății. În lipsa lui, dar și datorită insuccesului turcilor la Viena, boierii se răscoală, la îndemnul lui Ștefan Petriceicu, iar polono-lituanienii și cazacii invadează țara. 
Duca este prins la întoarcere, la 25 decembrie 1683, și dus în Polonia, unde moare în închisoare, în 1685. 
A fost căsătorit cu Anastasia, fiica Dafinei, soția lui Eustatie Dabija. A ctitorit Biserica Cetățuia, în al cărei plan se regăsește structura și elevația monumentului Trei Ierarhi din Iași.